# Příměstský tábor
Příměstský tábor je docházková týdenní akce pro děti a mládež nabízející volnočasový program.

## Popis
Příměstské tábory jsou vyhledávány především za účelem hlídání dětí a mládeže a vyplnění jejich volného času, a to obzvláště během prázdnin, kdy dětem rodiče často z pracovních důvodů nemají možnost zajistit celodenní péči. Na rozdíl od klasických letních táborů však nenabízejí možnost přespání.

## Časová organizace
Většina příměstských táborů se koná v letních měsících, nicméně v nabídce bývají i tábory během jarních i podzimních prázdnin.
Děti jsou organizátorům svěřovány na dobu jednoho týdne anebo několika dnů v jednom týdnu dle pravidel stanovených organizátorem. Začátek i konec každodenního programu odpovídá zhruba běžné pracovní době či trvání školního dne, trvá tedy od ranních do odpoledních hodin, a bývají organizátorem akce jasně stanovené. Do stanoveného času si děti vyzvedne oprávněná osoba nebo mohou s jejím písemným svolením odejít domů samy. V místě konání tábora bývá pro účastníky tábora zajištěné stravování.

## Druhy táborů
Příměstské tábory bývají podobně jako tábory letní zaměřeny tematicky. Organizují se tábory zaměřené na rozličné koníčky, jako je sport, kultura a výtvarné umění, nebo získávání a prohlubování vědomostí a dovedností. Mohou celé probíhat na jednom místě a/nebo jsou sestaveny z cest spojených s poznáváním. Tzv. běžné tábory bývají spojeny s místem, kde se tábor koná, a mohou také zahrnovat výlety.

## Pořadatelství
Pořadatelé jsou povinni zajistit vyhovující podmínky pro pobyt dětí, které vyplývají ze zákona č. 258/2000 Sb. o ochraně veřejného zdraví a na něj na něj navazující vyhlášky ministerstva zdravotnictví č. 106/2001 Sb.
Typickými organizátory příměstských táborů jsou organizace, jež nabízejí zájmové kroužky během školního roku a letní pobytové tábory, nicméně stávají se jimi i takové, které chtějí vyjít vstříc vlastním zaměstnancům a připravují denní program především pro jejich děti, i když volná místa pak nabízejí i veřejnosti.